# Агрометеорологија
Агрометеорологија проучава интеракцију између времена и климе са једне стране и пољопривредних и шумских култура, биљних болести, са друге стране. За извршавање својих задатака, агрометеорологији су потребни подаци осматрања физичке средине у којој биљка расте и развијају се и биолошки подаци. У Европи агрометеорологија се најпре развила у Русији, крајем 19. века. Њени оснивачи А. И. Војејков и П. И. Броунов први су разградили принципе агометеоролошких истраживања и достигнића из метеорологије применили у пољопривредној пракси. У нашој земљи дошло је до организовања агрометеоролошке службе ускоро после ослобођења 1947. године и то у ресору пољопривреде као Агрометеоролошка секција Научно-истраживачког института при Савезном министарству пољопривреде. Почетком 1949. године ова организациона јединица прелази у Савезну управу хидрометеоролошке службе (сада Савезни хидрометеоролошки завод) где јој организација хидрометеоролошке службе пружа повољне услове за рад и развој.

## Агрометеоролошка осматрања
Агрометеорошка станица је станица која обезбеђује податке по односу времена и живота биљака и животиња. Мрежа агрометеоролошких станица почела је са радом 1951. године. Станице су постављене на местима значајним и репрезентативним за пољопривреду и шумарство по пољопривредној производњи, врсти и распрострањености културних и дивљих биљака, надморској висини и положају терена. У зависности од програма осматрања, агрометеорошке станице се деле на:
- главне агрометеорошке станице
- обичне агрометеоролошке станице
- агрометеорошке станице са посебне намене

Главна агрометеорошка станица је станица која даје детаљније истовремене метеоролошке и биолошке информације и где се врше агрометеорошка истраживања. Иструменти, обим и честина осматрања како у области метеорологије тако и у области биологије као и професионално особље су такви да могу вршити фундаментална истраживања од интереса са одређене земље и региона.
Обична агрометеорошка станица је станица која даје истовремене стандардне метеорошке и биолошке информације и која се може опремити тако да помаже у истраживању специфичних проблема. Програм биолошких фенолошких осматрања за истраживања односи се на локални, климатски режим станица.
Агрометеоролошка станица за посебне намене повремено или стално врши осматрања једног или неколико елемената и одређених појава.
При оснивању агрометеорошке станице потребно је водити рачуна да буду задовољени одређени критеријуми који се односе на:
- производну репрезетативност локације
- густину и распоред станица
- сталност положаја станице

Агрометеоролошка станица треба да буде постављена на место значајним и репрезентативним за пољопривреду и шумарство шире околине: по пољопривредној производњи, распрострањености културних и дивљих биљака, надморској висини, облику и положају терена. То се одности на произвољна подручја са различитим педоклиматским условима, подручја за пољопривреду и сточарство, подручја значајна за шумарство, пољопривредне шумарске институте, пољопривредне произвољне организације, националне паркове и полигоне против градне одбране. Густина мреже агрометеоролошке станице зависи од више фактора, од просторне расподеле пољопривредних култура и шумског дрвећа, климатских специфичности, подручја надморске висине и рељефа. При успостављању мреже агрометеорошке станице потребно је водити рачуна да свако фитогеографско подручје треба да има бар једну агрометеорошку станицу, да је свака област карактеристична за посебан ефекат пољопривреде (ратарство, воћарство, виноградарство), сточарства и шумарства треба да имају довољан број обичних агрометеорошких станица. У брдско планинским подручјима мреже станица треба да буде гушћа него у равничарским крајевима. Агрометеорошка станица се поставља на местима на којима је обезбеђена сталност времена и услова агрометеорошких осматрања. Свака агрометеорошка станица треба да ради најмање 10 година, с тим да се услови осматрања не могу мењати у тој мери да утичу на хомогеност низова осматрања.
У нашој земљи, агрометеорологија је организована по оквиру хидрометеорошке службе као посебна грана. У републичким хидрометеорошком заводу постоји агрометеорошко одељење као посебна организациона јединица.